# دیلی پلنت السترن‌ویک
دیلی پلَنِت السترن‌ویک، یک مجتمع تن‌فروشی در ملبورن استرالیا است، این مجتمع ۱۸ واحدی در خیابان هورن در محله السترن‌ویک قرار دارد. مؤسس و مالک روسپی‌خانه دیلی پلنت جان تریمبل است که صاحب یک هلدینگ ملکی در استرالیا است، در سال ۲۰۰۳ بخش روسپی‌خانه از بازار ملکی دیلی پلنت خارج و سهام شرکت به عموم واگذار شد. اندرو هریس به عنوان اداره کننده روسپی‌خانه انتخاب شد.